# Marguerite Sauvage
Pour les articles homonymes, voir Sauvage (homonymie).
 (janvier 2018).
Si vous disposez d'ouvrages ou d'articles de référence ou si vous connaissez des sites web de qualité traitant du thème abordé ici, merci de compléter l'article en donnant les références utiles à sa vérifiabilité et en les liant à la section « Notes et références ».
Marguerite Sauvage, née à Paris en 1978, est une illustratrice et scénariste française.
Elle exerce en tant qu'illustratrice de mode et beauté en presse, en édition et en publicité.
Elle est également autrice de bande dessinée dans le comics américains sur des titres comme Faith ou Bombshells (en). Elle fut nommée au prix Prix Eisner (2017), au Prix Joe-Shuster (2017), aux GLAAD Media Awards (2017) et au Prix Russ-Manning (2016).

## Biographie
Marguerite Sauvage est née à Paris et a grandi en Seine-et-Marne. Elle est diplômée d'une maîtrise en information et communication à l'Institut français de presse de l'Université Paris 2 et d'un DESS en hypermédia et édition électronique à l'Université Paris-VIII.
Elle s'établit à Montréal au Canada en 2014 après avoir vécu à Paris et à Sydney en Australie.

### Carrière artistique
Marguerite Sauvage commence sa carrière en 2001 et travaille pour la publicité (Apple, Citroën, l'Oréal, etc.), l'édition (Hachette, Pinguin, , etc.) et la presse (Elle, Marie Claire, Cosmopolitan, , etc.). Ses travaux sont répertoriés dans les ouvrages consacrés aux arts tels que Illustration Now! de Tashen, The Big Book of Fashion Illustration de Taschen ou Illusive 1 et Illusive 3 de Die Gestalten Verlag.
En 2008, elle crée la série Les Aventures culturelles de Monsieur Loutre (autrice des bibles graphique et littéraire, directrice artistique et scénariste de certains épisodes), diffusée par la chaîne nationale France 3 après 1 an de production chez La Station Animation. Elle exerce alors en parallèle pour l'industrie de l'animation et du jeu vidéo en tant que designer de personnages et de décors et en tant que scénariste (Vic le Viking).
En 2008,elle lance le blog Les Madeleines de Mady sous le pseudonyme Mady ou Madeleine Martin avec un style graphique plus cartoon et épuré[Interprétation personnelle ?]. Le blog est publié chez Delcourt en deux volumes. Mady illustre également chez Fluide glacial les deux volumes de Et toi quand est-ce que tu t'y mets ? avec Véronique Cazot au scénario ainsi que l'album jeunesse Alice et Valentine avec Pa Ming Chiu aux éditions Jungle.[réf. nécessaire]
En 2014 Marguerite Sauvage entre dans le monde du comics américain. Elle est contactée pour faire les couvertures de Hinterkind publié chez Vertigo Comics, puis pour illustrer 10 pages sur une Wonder Woman rockstar pour Sensation Comics ft Wonder Woman chez DC Comics. Elle travaillera ensuite comme artiste de couvertures sur de nombreux titres (Ms. Marvel, Hawkeye, Archie Comics, Red Sonja...). Elle participe au lancement de deux séries participant de la représentation, positive, Faith chez Valiant Comics et Bombshells (en) chez DC Comics dont elle dessine certaines histoires. Elle écrit également pour le comics (Adventure Time Lost in Space, Faith Winter Wonderland...).

## Publications

### Scénariste
- Adventure Time Comics (2016)
- Faith's Winter Wonderland Special (2017)
- Les Madeleines de Mady 2 (2010)
- Les Madeleines de Mady 1 (2011)

### Dessinatrice
- 1602 Witch Hunter Angela (2015)
- Adventure Time Comics (2016)
- Amazing Spider-Man: Renew Your Vows (2017)
- America (2017)
- The Art of Red Sonja, Volume 2 (2017)
- Black Panther (2016)
- Bombshells: United (2017)
- Bombshells: United! (2017)
- Civil War II [GER] (2017)
- Civil War II: Choosing Sides (2016)
- DC Comics Bombshells (2015)
- DC Comics: Bombshells (2015)
- Faith (2016)
- Faith (II) (2016)
- The Flintstones (2016)
- Fresh Romance (2017)
- Mad Max: Fury Road Inspired Artists Deluxe Edition (2015)
- Marvel Now! Previews (2016)
- Ninjak (2015)
- Scarlet Witch (2016)
- Secret Wars (2015)
- Sensation Comics Featuring Wonder Woman [I] (2014)
- Sensation Comics Featuring Wonder Woman [II] (2014)
- Shade, the Changing Girl (2016)
- Thor (2014)
- Unfollow (2016)
- Valiant 2016 Preview (2015)
- Valiant: 4001 A.D. FCBD Special (2016)
- The Wicked + The Divine (2014)
- Wonder Woman 75th Anniversary Special (2016)

### Illustration de couverture
- Adventure Time: The Flip Side (2014)
- All-New Captain America (2015)
- America (2017)
- American Caper (2025)
- Archie (2015)
- Assassin's Creed (2015)
- Black Panther (2016)
- Black Panther: World of Wakanda (2017)
- Bleeding Cool Magazine (2012)
- Bloodshot Reborn (2015)
- Book of Death (2015)
- Book of Death: Legends of the Geomancer (2015)
- Captain Marvel (2016)
- Civil War (2015)
- Daredevil (2014)
- DC Comics Bombshells (2015)
- DC Comics: Bombshells (2015)
- Faith (2016)
- Faith (II) (2016)
- Faith and the Future Force (2017)
- Faith's Winter Wonderland Special (2017)
- The Fall and Rise of Captain Atom (2017)
- Fresh Romance (2015)
- Glitterbomb (2016)
- Goldie Vance (2016)
- Harbinger Renegade (2016)
- Hawkeye (2017)
- Hinterkind (2013)
- Jean Grey (2017)
- Jem and The Holograms (2015)
- Jem and the Holograms: Infinite (2017)
- Josie and the Pussycats (2016)
- Jughead (2015)
- Justice League/Power Rangers (2017)
- Mighty Morphin Power Rangers: Pink (2016)
- Mighty Thor (2016)
- Ms. Marvel (2014)
- Ms. Marvel [GER] (2015)
- Ninjak (2015)
- Patsy Walker, A.K.A. Hellcat! (2016)
- Red Sonja (2016)
- Rise (2015)
- Riverdale (2017)
- Secret Wars (2015)
- Secret Weapons (2017)
- Shade, the Changing Girl (2016)
- Spell on Wheels (2016)
- Spider-Man 2099 (2015)
- Star-Lord (2017)
- Thor (2014)
- The Unworthy Thor (2017)
- Valiant 2016 Preview (2015)
- Wayward (2014)
- The Wicked + The Divine (2014)
- Wolf Moon (2014)
- X-O Manowar (2012)
- Zodiac Starforce (2015)

## Expositions
- Nucleus Gallery, Los Angeles
- Nucleus Gallery, Portland
- Light Grey Art Lab, Minneapolis
- Arludik, Paris
- DACS, New York
- Galerie Glénat, Paris